# Kristi Anna Isene
Kristi Anna Isene (geboren in Norwegen) ist eine norwegische Opernsängerin (Sopran).

## Ausbildung
Kristi Anna Isene studierte Gesang an der Grieg Academy in Bergen bei Harald Björköy. Anschließend absolvierte sie mit einem Stipendium des Deutschen Akademischen Austauschdiensts (DAAD) den Masterstudiengang Operngesang am Institut für Musiktheater (IMT) in Karlsruhe bei Maria Venuti. Sie belegte Meisterkurse bei Berit Nordberg, Susanna Eken und Hilde Zadek und wurde zusätzlich von Renata Parussel betreut.

## Engagements
Am IMT in Karlsruhe wirkte sie in Opernproduktionen wie Hänsel und Gretel, Die Liebe zu den drei Orangen und L’enfant et les sortilèges mit. Bei den Ludwigsburger Schlossfestspielen wirkte Kristi Anna Isene bei der Produktion Der Tod des Dichters mit. Sie gastierte bei den Volksschauspielen Ötigheim, der Opernbühne Bad Aibling, der Pasinger Fabrik München, den Brandenburgischen Sommerkonzerten, dem Theater Haugesund und dem Badischen Staatstheater Karlsruhe.
Als Interpretin zeitgenössischer Musik wurde sie für das Opernprojekt Donne Romane der Europäischen Kulturtage Karlsruhe mit Sequenza III, als Gunda in der  Oper Kein Ort. Nirgends von Anno Schreier an der Young Opera Company in Freiburg, für die Uraufführungen von Matthias Heeps Momo an der Jungen Oper der Staatsoper Stuttgart, sowie Die Geschichte vom Fuchs, der den Verstand verlor von Sandra Weckert am Stadttheater Ingolstadt engagiert.
In der Spielzeit 2014/15 debütierte Kristi Anna Isene in zwei zentralen Fachpartien: die Titelrolle in Dvořáks Rusalka an der Jungen Oper der Staatsoper Stuttgart, sowie die Fiordiligi in Mozarts Così fan tutte am Theater Vorpommern.
Kristi Anna Isene gehörte in den Spielzeiten 2015/16 und 2016/17 fest zum Ensemble des Theaters Vorpommern. Hier wirkte sie mit als Micaela in Carmen, als Fuchs in Das schlaue Füchslein, als Gräfin Mariza in Gräfin Mariza, als Amelia in Ein Maskenball, Elisabeth in Tannhäuser und der Sängerkrieg auf Wartburg und als Lucy Harris in Jekyll & Hyde. Sie gastierte 2016 und 2017 gemeinsam mit dem Ensemble des Theaters Vorpommern, beim Classic Open Air – Gendarmenmarkt Berlin sowie als Elisabeth in Tannhäuser am Theater Stettin.
Seit Beginn der Spielzeit 17/18 ist Kristi Anna Isene festes Ensemblemitglied am Theater Münster und debütierte dort als Elisabetta in Don Carlo. Des Weiteren ist sie als Harper Pitt in Eötvös’ Angels in America, als Noémi in Cendrillon sowie als Donna Elvira in Don Giovanni zu erleben.
Außerdem widmet sich Kristi Anna Isene intensiv dem Liedgesang. So wurde sie von der Internationalen Hugo-Wolf-Akademie für einen Liederabend in der Liederhalle Stuttgart engagiert.